# Treuttel et Würtz
Treuttel et Würtz est une ancienne librairie et maison d'édition internationale avec des succursales à Strasbourg, Paris et Londres.

## Histoire
Treuttel & Würtz était une librairie et maison d'édition fondée à Paris en 1796 par Jean George Treuttel et Jean-Godefroi Würtz, spécialisée dans la vente internationale de livres. La maison est le successeur de Johann Gottfried Bauer, qui dirigeait depuis 1749 une librairie internationale à Strasbourg. De 1817 à 1833, la société possédait une troisième succursale à Londres. En 1841, Jean-Godefroi Würtz, le dernier des deux fondateurs, décède. En 1842, l'activité étrangère fut vendue à Friedrich Klincksieck. En 1857, Georges Guillaume Édouard Jung reprend la librairie et la maison d'édition et la dirige sous le nom d'Ed. Jung-Treuttel avec des succursales à Leipzig et à Paris. En 1875, l'entreprise de Leipzig fut vendue à Friedrich Loewe. La succursale strasbourgeoise de Treuttel & Würtz fit faillite en 1934.
La maison Treuttel & Würtz est vers 1800 un carrefour important des échanges européens. La maison d'édition s'adressait à un public transculturel avec des publications de Benjamin Constant, Johann Wolfgang von Goethe et Germaine de Staël. La maison s'est également concentrée sur les publications scientifiques : Jean-François Champollion, Jacob Reinbold Spielmann, Anton Ignaz Melling, Jean-Pierre Abel-Rémusat. La librairie approvisionnait ses clients dans toute l'Europe grâce à ses succursales à Strasbourg, Paris et Londres ainsi qu'à un vaste réseau commercial. Ces clients comprenaient Marc-René de Voyer de Paulmy d'Argenson, Anne-Amélie de Brunswick et Charles-Auguste de Saxe-Weimar-Eisenach.